# Sito archeologico La Marmotta
Il Sito archeologico La Marmotta scoperto nel lago di Bracciano è un sito archeologico sommerso che si trova a circa 11 metri di profondità, a circa 300 metri dalla costa in località La Marmotta ad Anguillara Sabazia.

## Scavi
Il sito è stato scoperto nel 1989, e successivamente indagato con particolari tecniche di archeologia subacquea, tra il 1992 e il 2006.

## Reperti
Il sito archeologico è noto per aver dato alla luce 5 canoe in legno, datate  tra 7.500-7.000 anni fa, in eccellente stato di conservazione. Le canoe, in vario stato di conservazione, sono state ricavate da legno di quercia, ontano, pioppo e faggio, e variano in lunghezza, dai 10,43 metri della canoa chiamata Marmotta 1, ai 5,4 metri della canoa Marmotta 2.
Oltre alle canoe, il sito ha restituito evidenze di un abitato del neolitico, il più antico abitato lacustre d'Europa ad oggi scoperto,  distribuito su tre diversi livelli archeologici, frequentato per almeno cinque secoli; il livello più antico, risale alla cultura della ceramica impressa, il secondo a quello della cultura della ceramica dipinta, mentro l'ultimo livello, corrisponde al momento dell'abbandono dell'abitato. Di queste restano oltre 3.400 pali di sostegno della abitazioni, oltre a resti di mura e tetti, questi realizzati con vegetali o corteccia di alberi, tutti elementi che hanno permesso agli studiosi di ricostruire nel dettaglio la vita delle popolazioni preistoriche che vi abitavano.
Numerosi sono i resti animali, specialmente quelli relativi ad animali domestici come pecore e capre, insieme a un numero inferiore di bovini e suini, oltre che a due diverse specie di cani. Tra le specie selvatiche, probabilmente resti di azioni di caccia, cervi, caprioli e volpi. Tra i resti vegetali, quelli di diversi tipi di cereali domestici, legumi, frutta e piante utilizzate per la fabbricazione di tessuti.
L'eccezionale stato di conservazione dei reperti, ha permesso di raccogliere ulteriori elementi per gli studi tesi ad analizzare ed identificare le sostanze legnose, e le tecniche di lavorazione del legno impiegate dalle popolazioni neolitiche.
I reperti sono esposti al Museo delle civiltà di Roma, e al Museo Neolitico di Anguillara Sabazia.